# Thomas Partey
Thomas Teye Partey (n. 13 iunie 1993, Odumase Krobo⁠(d), Bono East Region⁠(d), Ghana) este un fotbalist ghanez liber de contract, care joacă pe post de mijlocaș. Pe plan internațional, are prezențe la națională pentru Ghana.
Partey și-a început cariera profesională la clubul spaniol Atlético Madrid în 2013, fiind împrumutat la Mallorca și Almería, s-a întors la Atlético în 2015, cu care a câștigat UEFA Europa League și Supercupa Europei în 2018. În 2020, s-a alăturat lui Arsenal într-un transfer în valoare de 45 de milioane de lire sterline (50 de milioane de euro), devenind cel mai scump jucător din Ghana din toate timpurile.
Internațional cu naționala Ghanei, Partey și-a reprezentat națiunea la trei Cupe Africii pe Națiuni (2017, 2019 și 2021). A fost numit în echipa anului CAF în 2018 și a câștigat trofeul ca jucătorul anului din Ghana în 2018 și 2019.

## Statistici

### Club
La meciul jucat pe 25 mai 2025.
| Club                | Sezon         | Campionat        | Campionat | Campionat | Cupă    | Cupă   | Cupa ligii | Cupa ligii | Competiții europene | Competiții europene | Altele  | Altele | Total   | Total  |
| Club                | Sezon         | Divizie          | Meciuri   | Goluri    | Meciuri | Goluri | Meciuri    | Goluri     | Meciuri             | Goluri              | Meciuri | Goluri | Meciuri | Goluri |
| ------------------- | ------------- | ---------------- | --------- | --------- | ------- | ------ | ---------- | ---------- | ------------------- | ------------------- | ------- | ------ | ------- | ------ |
| Mallorca (împrumut) | 2013–14       | Segunda División | 37        | 5         | 1       | 0      | —          | —          | —                   | —                   | —       | —      | 38      | 5      |
| Almería (împrumut)  | 2014–15       | La Liga          | 31        | 4         | 1       | 0      | —          | —          | —                   | —                   | —       | —      | 32      | 4      |
| Atlético Madrid     | 2015–16       | La Liga          | 13        | 2         | 5       | 1      | —          | —          | 5                   | 0                   | —       | —      | 23      | 3      |
| Atlético Madrid     | 2016–17       | La Liga          | 16        | 1         | 2       | 0      | —          | —          | 6                   | 0                   | —       | —      | 24      | 1      |
| Atlético Madrid     | 2017–18       | La Liga          | 33        | 3         | 3       | 1      | —          | —          | 14                  | 1                   | —       | —      | 50      | 5      |
| Atlético Madrid     | 2018–19       | La Liga          | 32        | 3         | 3       | 0      | —          | —          | 6                   | 0                   | 1       | 0      | 42      | 3      |
| Atlético Madrid     | 2019–20       | La Liga          | 35        | 3         | 1       | 0      | —          | —          | 8                   | 1                   | 2       | 0      | 46      | 4      |
| Atlético Madrid     | 2020–21       | La Liga          | 3         | 0         | —       | —      | —          | —          | —                   | —                   | —       | —      | 3       | 0      |
| Atlético Madrid     | Total         | Total            | 132       | 12        | 14      | 2      | —          | —          | 39                  | 2                   | 3       | 0      | 188     | 16     |
| Arsenal             | 2020–21       | Premier League   | 24        | 0         | 1       | 0      | 0          | 0          | 8                   | 0                   | —       | —      | 33      | 0      |
| Arsenal             | 2021–22       | Premier League   | 24        | 2         | 0       | 0      | 2          | 0          | —                   | —                   | —       | —      | 26      | 2      |
| Arsenal             | 2022–23       | Premier League   | 33        | 3         | 1       | 0      | 0          | 0          | 6                   | 0                   | —       | —      | 40      | 3      |
| Arsenal             | 2023–24       | Premier League   | 14        | 0         | 0       | 0      | 0          | 0          | 1                   | 0                   | 1       | 0      | 16      | 0      |
| Arsenal             | 2024–25       | Premier League   | 35        | 4         | 1       | 0      | 4          | 0          | 12                  | 0                   | —       | —      | 52      | 4      |
| Arsenal             | Total         | Total            | 130       | 9         | 3       | 0      | 6          | 0          | 27                  | 0                   | 1       | 0      | 167     | 9      |
| Total carieră       | Total carieră | Total carieră    | 330       | 30        | 19      | 2      | 6          | 0          | 66                  | 2                   | 4       | 0      | 425     | 34     |

1. 1 2 3 4 5 6  Apariții în UEFA Champions League
2. ↑  Șase apariții și un gol în UEFA Champions League, opt apariții în UEFA Europa League
3. ↑  Apariție în Supercupa Europei UEFA
4. ↑  Apariții în Supercopa de España
5. 1 2  Apariții în UEFA Europa League
6. ↑  Apariție în FA Community Shield

### Echipa națională
La meciul jucat pe 29 martie 2022.
| Echipa națională | An    | Selecții | Goluri |
| ---------------- | ----- | -------- | ------ |
| Ghana            | 2016  | 5        | 0      |
| Ghana            | 2017  | 10       | 5      |
| Ghana            | 2018  | 4        | 2      |
| Ghana            | 2019  | 9        | 3      |
| Ghana            | 2020  | 2        | 0      |
| Ghana            | 2021  | 4        | 2      |
| Ghana            | 2022  | 6        | 1      |
| Total            | Total | 40       | 13     |

## Palmares
Atletico Madrid
- La Liga : 2020–21 [7]
- UEFA Europa League : 2017–18 [8]
- Supercupa UEFA : 2018 [9]
- Vice-campion UEFA Champions League : 2015–16 [10]

Individual
- Echipa anului CAF : 2018 [11]
- Personalitatea sportivă a anului SWAG : 2018 [12]
- Jucătorul anului din Ghana : 2018, [13] 2019 [14]